# Fourcatier-et-Maison-Neuve
Fourcatier-et-Maison-Neuve ist eine französische Gemeinde mit 124 Einwohnern (Stand: 1. Januar 2022) im Département Doubs in der Region Bourgogne-Franche-Comté.

## Geographie
Fourcatier-et-Maison-Neuve liegt auf 965 m über dem Meeresspiegel, etwa 16 Kilometer südlich der Stadt Pontarlier (Luftlinie). Das Bauerndorf erstreckt sich im Jura, an einem nach Süden geneigten Hang über dem Tal des Rouge Bief (Bief = freigrafschaftlicher Dialekt, zu Deutsch „Bach“), im östlichen Teil der Längsmulde des Val de Mouthe, gegenüber dem Mont d’Or und nahe der Grenze zur Schweiz.
Die Fläche des 2,75 km² großen Gemeindegebiets umfasst einen Abschnitt des französischen Juras. Die südliche Grenze verläuft entlang dem Rouge Bief, der durch eine weite Talniederung mäandriert und das Gebiet nach Südwesten zum Doubs entwässert. Vom Bachlauf erstreckt sich das Gemeindeareal nordwärts über die Talaue und den angrenzenden Hang auf die Höhe von Maison-Neuve (1005 m) und bis auf den Waldrücken von Le Rochat, auf dem mit 1025 m die höchste Erhebung von Fourcatier-et-Maison-Neuve erreicht wird. Dieser Höhenrücken wird im Westen durch das klusartige Durchbruchstal des Doubs begrenzt. Das Gemeindegebiet ist Teil des Regionalen Naturparks Haut-Jura (frz.: Parc naturel régional du Haut-Jura).
Die Doppelgemeinde besteht aus den beiden Ortsteilen Fourcatier (979 m) und Maison-Neuve (945 m), beide am nördlichen Talhang der Längsmulde gelegen. Nachbargemeinden von Fourcatier-et-Maison-Neuve sind Labergement-Sainte-Marie im Norden, Saint-Antoine im Osten, Longevilles-Mont-d’Or im Süden sowie Rochejean im Westen.

## Geschichte
Erstmals urkundlich erwähnt wird Fourcatier im Jahr 1312 unter dem Namen Fourcostier. Seit dem Mittelalter gehörten Fourcatier und Maison-Neuve zur Herrschaft Rochejean, die dem Haus Chalon-Arlay unterstand. Der Zehnten wurde vom Kloster Mont-Sainte-Marie erhoben. Im 14. Jahrhundert erhielten die Dörfer gewisse Freiheitsrechte zugesprochen, um die Besiedlung zu fördern. Zusammen mit der Franche-Comté gelangten beide Dörfer mit dem Frieden von Nimwegen 1678 an Frankreich. Seit der Zeit der Französischen Revolution bildeten Fourcatier und Maison-Neuve eine Doppelgemeinde. Heute ist Fourcatier-et-Maison-Neuve Mitglied des Gemeindeverbandes Lacs et Montagnes du Haut-Doubs.

## Sehenswürdigkeiten
In den beiden Ortsteilen sind mehrere Bauernhäuser im charakteristischen Stil des Haut-Doubs aus dem 18. und 19. Jahrhundert erhalten.

## Bevölkerung
| Jahr                       | 1962 | 1968 | 1975 | 1982 | 1990 | 1999 | 2006 | 2016 |
| Einwohner                  | 63   | 50   | 34   | 49   | 80   | 75   | 76   | 107  |
| Quellen: Cassini und INSEE |      |      |      |      |      |      |      |      |

Mit 124 Einwohnern (1. Januar 2022) gehört Fourcatier-et-Maison-Neuve zu den kleinsten Gemeinden des Départements Doubs. Nachdem die Einwohnerzahl in der ersten Hälfte des 20. Jahrhunderts markant abgenommen hatte (1881 wurden noch 131 Personen gezählt), wurde seit Mitte der 1970er Jahre wieder ein Bevölkerungswachstum verzeichnet.

## Wirtschaft und Infrastruktur
Fourcatier-et-Maison-Neuve war bis weit ins 20. Jahrhundert hinein ein vorwiegend durch die Landwirtschaft, insbesondere Milchwirtschaft und Viehzucht geprägtes Dorf. Noch heute leben die Bewohner zur Hauptsache von der Tätigkeit im ersten Sektor. Außerhalb des primären Sektors gibt es keine Arbeitsplätze im Dorf. Einige Erwerbstätige sind auch Wegpendler, die in den umliegenden größeren Ortschaften ihrer Arbeit nachgehen.
Die Ortschaft liegt abseits der größeren Durchgangsstraßen, ist aber von der Departementsstraße, die von Mouthe nach Jougne führt, leicht erreichbar. Eine weitere Straßenverbindung besteht mit Saint-Antoine.

## Söhne und Töchter der Gemeinde
- Christian Dumont (1963–2021), Biathlet, Biathlontrainer und -funktionär
- Lou Jeanmonnot (* 1998), Biathletin